# طوفان جهانی
طوفان جهانی (انگلیسی: Geostorm) فیلمی در ژانر اکشن و علمی–تخیلی است که از سوی برادران وارنر در ۲۰ اکتبر ۲۰۱۷ منتشر شده‌است. از بازیگران آن می‌توان به جرارد باتلر و جیم استرجس اشاره کرد.

## چکیدۀ داستان
وقتی شبکهٔ ماهواره‌های طراحی‌شده برای کنترل آب‌وهوای جهانی به کرهٔ زمین حمله می‌کنند، وقت زیادی باقی نمی‌ماند تا برای این تهدید جدی آماده شد؛ پیش از اینکه یک طوفان جهانی همه‌چیز و همه‌کس را نابود کند.

## بازیگران
- جرارد باتلر
- جیم استرجس
- ابی کورنیش[۴]
- الکساندرا ماریا لارا
- دانیل وو
- اوگینو دربز
- اد هریس
- اندی گارسیا
- ادپرو اودیه
- عمرو واکد
- رابرت شیهان
- بیلی اسلاتر